# Charles Tatham
Charles Tatham  (Nova York, 3 de setembre de 1854 - Manhattan, Nova York, 24 de setembre de 1939) va ser un tirador d'esgrima estatunidenc que va competir a finals de segle xix i començaments de segle xx.
El 1904 va prendre part en els Jocs Olímpics de Saint Louis, on guanyà tres medalles del programa d'esgrima: dues medalles de plata, en la modalitat d'espasa i floret per equips, i una de bronze en la modalitat de floret individual.
A la base de dades del Comitè Olímpic Internacional les dues medalles individuals són assignades a Cuba, mentre la plata de Floret per equips és assignada als Estats Units.
També va guanyar el títol nacional de l'espasa el 1901, 1902 i 1903, i el de floret el 1901.